# Record de France de natation dames du 200 mètres dos

## Bassin de 50 mètres
| Temps         | Athlète            | Naissance | Âge | Club                                     | Compétition                | Lieu      | Date              |
| ------------- | ------------------ | --------- | --- | ---------------------------------------- | -------------------------- | --------- | ----------------- |
| 2 min 14 s 18 | Hélène Ricardo     | 1974      | 22  | Dauphins du TOEC                         | Jeux Olympiques            | Atlanta   | 25 juillet 1996   |
| 2 min 13 s 47 | Roxana Maracineanu | 1975      | 22  | Mulhouse Olympic Natation                | Championnats de France     | Mennecy   | 17 mai 1997       |
| 2 min 12 s 06 | Roxana Maracineanu | 1975      | 22  | Mulhouse Olympic Natation                | Championnats d'Europe      | Séville   | 24 août 1997      |
| 2 min 11 s 26 | Roxana Maracineanu | 1975      | 23  | Mulhouse Olympic Natation                | Championnats du monde (f)  | Perth     | 17 janvier 1998   |
| 2 min 11 s 01 | Roxana Maracineanu | 1975      | 25  | Mulhouse Olympic Natation                | Jeux Olympiques (s)        | Sydney    | 21 septembre 2000 |
| 2 min 10 s 25 | Roxana Maracineanu | 1975      | 25  | Mulhouse Olympic Natation                | Jeux Olympiques (f)        | Sydney    | 22 septembre 2000 |
| 2 min 10 s 05 | Esther Baron       | 1987      | 19  | Cercle des nageurs de Melun Val de Seine | Championnats de France (f) | Tours     | 12 mai 2006       |
| 2 min 09 s 77 | Esther Baron       | 1987      | 20  | Canet 66 natation                        | Championnats du monde (s)  | Melbourne | 30 mars 2007      |
| 2 min 09 s 59 | Esther Baron       | 1987      | 20  | Canet 66 natation                        | Championnats du monde (f)  | Melbourne | 31 mars 2007      |
| 2 min 09 s 23 | Laure Manaudou     | 1986      | 21  | Canet 66 natation                        | Championnats d'Europe (d)  | Eindhoven | 18 mars 2008      |
| 2 min 07 s 99 | Laure Manaudou     | 1986      | 21  | Canet 66 natation                        | Championnats d'Europe (f)  | Eindhoven | 19 mars 2008      |
| 2 min 06 s 64 | Laure Manaudou     | 1986      | 22  | Mulhouse Olympic Natation                | Championnats de France (f) | Dunkerque | 26 avril 2008     |

## Bassin de 25 mètres
| Temps            | Athlète          | Naissance | Âge | Club                  | Compétition                | Lieu      | Date              |
| ---------------- | ---------------- | --------- | --- | --------------------- | -------------------------- | --------- | ----------------- |
| 2 min 08 s 04    | Alexandra Putra  | 1986      | 18  | Dauphins du TOEC      | Championnats d'Europe (f)  | Vienne    | 12 décembre 2004  |
| 2 min 07 s 85    | Esther Baron     | 1987      | 18  | CN Melun Val de Seine | Championnats de France (f) | Dunkerque | 14 janvier 2005   |
| 2 min 06 s 82    | Esther Baron     | 1987      | 18  | Canet 66 natation     | Championnats d'Europe      | Trieste   | 11 décembre 2005  |
| 2 min 06 s 51    | Esther Baron     | 1987      | 19  | Canet 66 natation     | Championnats de France     | Istres    | 1er décembre 2006 |
| 2 min 04 s 08 RE | Esther Baron     | 1987      | 19  | Canet 66 natation     | Championnats d'Europe      | Helsinki  | 10 décembre 2006  |
| 2 min 03 s 22    | Alexiane Castel  | 1990      | 18  | Dauphins TOEC         | Championnats de France (f) | Angers    | 5 décembre 2008   |
| 2 min 02 s 36 RE | Alexandra Putra  | 1986      | 22  | Dauphins du TOEC      | Championnats d'Europe (s)  | Rijeka    | 14 décembre 2008  |
| 2 min 01 s 67    | Alexianne Castel | 1990      | 20  | Dauphins du TOEC      | Championnats d'Europe (f)  | Dubaï     | 17 décembre 2010  |

## Liens
Natation sportive